# Martinet (Vendée)
Martinet és un municipi francès situat al departament de Vendée i a la regió de País del Loira. L'any 2007 tenia 764 habitants.

## Demografia

### Població
El 2007 la població de fet de Martinet era de 764 persones. Hi havia 281 famílies de les quals 61 eren unipersonals (29 homes vivint sols i 32 dones vivint soles), 87 parelles sense fills, 119 parelles amb fills i 14 famílies monoparentals amb fills.
La població ha evolucionat segons el següent gràfic:
Habitants censats

### Habitatges
El 2007 hi havia 377 habitatges, 294 eren l'habitatge principal de la família, 59 eren segones residències i 24 estaven desocupats. 371 eren cases i 5 eren apartaments. Dels 294 habitatges principals, 232 estaven ocupats pels seus propietaris, 59 estaven llogats i ocupats pels llogaters i 4 estaven cedits a títol gratuït; 17 tenien dues cambres, 57 en tenien tres, 82 en tenien quatre i 138 en tenien cinc o més. 242 habitatges disposaven pel capbaix d'una plaça de pàrquing. A 109 habitatges hi havia un automòbil i a 173 n'hi havia dos o més.

### Piràmide de població
La piràmide de població per edats i sexe el 2009 era:
| Homes | Edats   | Dones |
| ----- | ------- | ----- |
| 4     | 95 o +  | 0     |
| 0     | 90 a 94 | 4     |
| 8     | 85 a 89 | 0     |
| 8     | 80 a 84 | 0     |
| 16    | 75 a 79 | 8     |
| 8     | 70 a 74 | 16    |
| 24    | 65 a 69 | 20    |
| 12    | 60 a 64 | 20    |
| 8     | 55 a 59 | 8     |
| 8     | 50 a 54 | 24    |
| 40    | 45 a 49 | 12    |
| 16    | 40 a 44 | 12    |
| 28    | 35 a 39 | 28    |
| 24    | 30 a 34 | 28    |
| 16    | 25 a 29 | 8     |
| 24    | 20 a 24 | 32    |
| 52    | 15 a 19 | 20    |
| 28    | 10 a 14 | 12    |
| 28    | 5 a 9   | 20    |
| 16    | 0 a 4   | 12    |

## Economia
El 2007 la població en edat de treballar era de 471 persones, 365 eren actives i 106 eren inactives. De les 365 persones actives 332 estaven ocupades (178 homes i 154 dones) i 33 estaven aturades (16 homes i 17 dones). De les 106 persones inactives 53 estaven jubilades, 28 estaven estudiant i 25 estaven classificades com a «altres inactius».

### Ingressos
El 2009 a Martinet hi havia 332 unitats fiscals que integraven 845 persones, la mediana anual d'ingressos fiscals per persona era de 16.056 €.

### Activitats econòmiques
Dels 22 establiments que hi havia el 2007, 1 era d'una empresa de fabricació d'altres productes industrials, 5 d'empreses de construcció, 7 d'empreses de comerç i reparació d'automòbils, 1 d'una empresa d'hostatgeria i restauració, 1 d'una empresa financera, 1 d'una empresa immobiliària, 3 d'empreses de serveis, 1 d'una entitat de l'administració pública i 2 d'empreses classificades com a «altres activitats de serveis».
Dels 8 establiments de servei als particulars que hi havia el 2009, 2 eren tallers de reparació d'automòbils i de material agrícola, 2 paletes, 1 fusteria, 2 electricistes i 1 perruqueria.
L'únic establiment comercial que hi havia el 2009 era una botiga de menys de 120 m².
L'any 2000 a Martinet hi havia 31 explotacions agrícoles que ocupaven un total de 1.617 hectàrees.

## Equipaments sanitaris i escolars
El 2009 hi havia una escola elemental.

## Poblacions més properes
El següent diagrama mostra les poblacions més properes.